# Лисенкова Владлена Віталіївна
Владлена Віталіївна Лисенкова (нар. 7 травня 1970, Харків) — українська науковиця, філософ, викладачка. Кандидат філософських наук (1999), доцент (2004), доктор філософських наук (2013), в. о. завідувача кафедри мистецтвознавства Харківської державної академії культури.

## Біографія
Владлена Віталіївна Лисенкова народилася 7 травня 1970 року у Харкові. Закінчила з відзнакою філософський факультет Київського університету імені Т. Г. Шевченка у 1994 році. Протягом 1994—1997 років навчалася в аспірантурі при кафедрі філософії та політології Харківського державного автомобільно-дорожнього технічного університету. 1999 року захистила кандидатську дисертацію «Соціум та естетична смако-стильова парадигма» під науковим керівництвом професора О. К. Чаплигіна.
У 2000 році почала працювати у Харківській державній академії культури на посаді старшого викладача, а згодом — доцента кафедри філософії та політології. Викладає цикл філософських дисциплін: «Філософія», «Філософія: теорія та методологія пізнання», «Етика та естетика».
Наукові інтереси стосуються проблем філософії культури, етики та естетики, соціальної філософії. Закінчила докторантуру при кафедрі культурології ХДАК.
У 2013 році захистила докторську дисертацію «Філософський спосіб життя: соціокультурні виміри» (науковий консультант — професор М. В. Дяченко).
Протягом 2017—2020 років виконувала обов'язки завідувачки кафедри філософії та політології ХДАК.
Науковиця входить до складу спеціалізованої вченої ради Д 64.051.06 Харківського національного університету імені В. Н. Каразіна. Декілька років очолювала методичну раду ХДАК, була членом спеціалізованої вченої ради ХДАК зі спеціальності «Теорія та історія культури».
В. Лисенкова є учасницею міжнародних наукових конференцій в Україні та за кордоном.

## Науковий доробок
Авторка понад 150 наукових та методичних праць.
- Лисенкова В. В. Рівні філософської культури / В. В. Лисенкова // Культура України. 2010. Вип. 30 . С. 56–68.
- Лисенкова В. В. Філософський спосіб життя Г. Сковороди / В. В. Лисенкова // Вісник ХНПУ ім. Г. С. Сковороди «Філософія». 2010. Вип. 33. С. 83–90.
- Лысенкова В. В. Культуросозидающая сущность философского образа жизни: монография / В. В. Лысенкова ; М-во культуры Украины, Харьк. гос. акад. культуры. Харьков: ХГАК, 2011. 295 с.
- Лисенкова В. В. До питання імперативності філософського способу життя / В. В. Лисенкова // Вісник Національного університету «Юридична академія України імені Ярослава Мудрого». 2015. № 1 (24). С. 5–12.
- Лисенкова В. В. Філософізація та інтелектуальний розвиток / В. В. Лисенкова // Гуманітарний часопис: зб. наук. пр. 2019. № 2 С. 5–12.
- Лисенкова В. В. Філософізація та елементи казкотерапії / В. В. Лисенкова // Вісник Харківського національного університету ім. В. Н. Каразіна. 2020. Вип. 62. С. 81–85.
- Лисенкова В. В. До питання філософічності наукового способу життя Н. Бора / В. В. Лисенкова // Актуальні проблеми філософії та соціології. 2022. Вип. 37. С. 76–80.
- Лисенкова В. В. Використання філософської складової у стратегіях сучасної освіти / Лисенкова В. В. // Information and innovative technologies in education in modern conditions: proc. of the XXIV intern. sci. and practical conf., Varna, Bulgaria, June 20–23, 2023. Varna, 2023. С. 275—276.
- Лисенкова В. В. Порівняльний аналіз способів життя геніїв ХІХ-ХХ століть (І. Гете, Н. Бор) / В. В. Лисенкова // Актуальні проблеми філософії та соціології. 2023. Вип. 45. С.36–39.
- Лисенкова В. В. Трансверсальність і зміни способів життя / В. Лисенкова // Культура та інформаційне суспільство ХХІ століття. У 2 ч. : матеріали міжнар. наук.-теорет. конф. молодих учених, 18-19 квіт. 2024 р. / М-во освіти і науки України, Ін-т модернізації змісту освіти, М-во культури та інформ. політики України, Харків. держ. акад. культури, Наук. т-во студентів, аспірантів, докторантів та молодих учених ХДАК, Нац. акад. мистецтв України ; [редкол.: Н. О. Рябуха та ін. ; відп. за вип. Н. О. Рябуха]. Харків: ХДАК, 2024. Ч. 1. С. 169—170.